# المعاين (الحصن)

تعديل مصدري - تعديل

المعاين هي إحدى قرى عزلة اليمانية العليا بمديرية الحصن التابعة لمحافظة صنعاء، بلغ تعداد سكانها 884 نسمة حسب تعداد اليمن لعام 2004.